# Спринг-Валли (город, Миннесота)
Спринг-Валли (англ. Spring Valley) — город в округе Филмор, штат Миннесота, США. На площади 6,5 км² (6,5 км² — суша, водоёмов нет), согласно переписи 2002 года, проживают 2518 человек. Плотность населения составляет 387,4 чел./км².
- Телефонный код города — 507
- Почтовый индекс — 55975
- FIPS-код города — 27-62104[1]
- GNIS-идентификатор — 0652485[2]